# José Ferrer-Bonsoms Bonsoms
José Ferrer-Bonsoms Bonsoms (Arbós, Tarragona, 19 de marzo de 1920-Pamplona, 14 de abril de 2001) fue un empresario español. Intervino en la primera autopista del Estado, el tramo Montgat-Mataró, que posteriormente se extendería hasta Barcelona uniendo la avenida Diagonal con Molins de Rey.

## Biografía
Nació en la localidad tarraconense de Arbós, en la comarca del Bajo Panadés (1920). Comenzó sus estudios de bachillerato en el colegio de los Escolapios, en Villanova y Geltrú, concluyéndolos  en el colegio de los Hermanos de las Escuelas Cristianas, en Tarragona. Posteriormente obtuvo los títulos de profesor mercantil en Barcelona y actuario de seguros en Madrid mientras trabajaba para pagarse los estudios. Comenzó a trabajar en compañías de seguros del empresario Fèlix Millet Maristany, quien le envió a Argentina (1951-56), donde contribuyó decisivamente al desarrollo de la labor del Opus Dei. Ferrer-Bonsoms era miembro supernumerario del Opus Dei, desde el 4 de octubre de 1949. Vivió seis años en Buenos Aires, donde fundó una industria.
De regreso a España, y tras graduarse en Alta dirección de Empresas en el IESE Business School (Barcelona, 1956) asumió una dirección general del Banco Popular Español. Posteriormente fue nombrado Consejero Delegado del Banco Atlántico (1962) y vicepresidente del mismo (1968). En 1964 fue nombrado presidente de Unión Industrial Bancaria - Bankunion, desde donde apoyó y ayudó a crear cientos de empresas, sobre todo en Cataluña. Fue el primer presidente del consejo de administración de Autopistas Concesionaria Española (ACESA) hasta diciembre de 1971, y desde ese cargo fue el principal impulsor de las autopistas de peaje. Concretamente, la iniciativa más importante fue la construcción de las autopistas Barcelona-La Junquera (inaugurada en 1969) y Montgat-Mataró, que luego ampliaron su recorrido, con la construcción de la A-7 Norte desde Barcelona y Tarragona hasta La Junquera y desde El Vendrell a Zaragoza.
Durante la crisis económica de finales de los años setenta, diversos problemas entre el nuevo accionariado del Banco Atlántico, unidos a otros cambios en la normativa bancaria y a la animosidad hacia él del Banco de España le llevaron a renunciar a todos sus cargos en el banco, dedicándose sólo a las autopistas. Se trasladó a Argentina (1981-1982), y al regresar superó las oposiciones de censor jurado de cuentas y ejerció de auditor por su cuenta. 
Se casó en 1946 con Carmen Millet Muntadas, con la que tuvo quince hijos. Falleció en Pamplona el 14 de abril de 2001.
Fue miembro de la Real Academia de Ciencias Económicas y Financieras;Consejero Delegado de Movierecord, y presidente de la junta de gobierno de la Fundación General Mediterránea.

## Distinciones
- Cruz de San Jordi (1988).[7]
- Financiero del Año - Barcelona (1969).[2]
- Clau Ciutat de Barcelona (1968).[2]